# 黄羊关藏族乡
黄羊关藏族乡，是中华人民共和国四川省绵阳市平武县下辖的一个乡镇级行政单位。

## 行政区划
黄羊关藏族乡下辖以下地区：
黄羊关村、曙光村、红星村、龙池村、山园村和草原村。